# Лека Дукаджині
Ле́ка III Дукаджи́ні (алб. Lekë Dukagjini, 1410, Печ — 1481) — албанський князь XV століття, одна з найшанованіших історичних особистостей у Албанії, що правив у  Князівстві Дукаджіні в період з 1436 року аж до своєї смерті. Пізніше князівство увійшло до складу Османської імперії.
Засновник так званого «Кануна» для всіх албанців . «Канун» — звід правил, своєрідний закон, що дає право албанцям жити патріархальним укладом, в тому числі і проводити кровну помсту між кланами. Закони Дукаджині підтримуються і в нинішній час албанцями, що живуть клановою спорідненістю.